# Coupe d'Afrique féminine de rugby à XV 2025
Cet article concerne le tournoi féminin. Pour le tournoi masculin, voir Coupe d'Afrique de rugby à XV 2025.
Navigation
2024 2026
La Coupe d'Afrique féminine de rugby à XV 2025 est la cinquième édition du tournoi. Elle est organisée du  7 au 15 juin 2025 à Antananarivo, à Madagascar.
L'Afrique du Sud conserve son titre.

## Qualifications
Pour cette édition, un championnat de Division 1 se déroule auparavant au stade Auguste-Denise en Côte d'Ivoire, du 11 au 19 avril 2025. L'Ouganda obtient ainsi sa qualification après avoir vaincu la Tunisie, la Côte d'Ivoire et le Zimbabwe.

## Format
La compétition est disputée sous la forme d'un tournoi toutes rondes : toutes les équipes se rencontrent une fois. Les matchs sont disputés au stade Makis, dans le quartier d'Andohatapenaka de la capitale Antananarivo.

## Classement et résultats
| Rang | Équipe             | J | V | N | D | Em | Ee | Bo | Bd | Pm  | Pe  | Diff | Pts |
| ---- | ------------------ | - | - | - | - | -- | -- | -- | -- | --- | --- | ---- | --- |
| 1    | Afrique du Sud (T) | 3 | 3 | 0 | 0 | 22 | 6  | 2  | 0  | 142 | 36  | +106 | 14  |
| 2    | Kenya              | 3 | 2 | 0 | 1 | 15 | 4  | 2  | 1  | 87  | 24  | +63  | 11  |
| 3    | Ouganda            | 3 | 1 | 0 | 2 | 5  | 22 | 1  | 0  | 31  | 129 | -98  | 5   |
| 4    | Madagascar         | 3 | 0 | 0 | 3 | 7  | 17 | 0  | 1  | 42  | 113 | -71  | 1   |

|  | Vainqueur du tournoi       |
|  | T : Tenante du titre 2024. |

 Attribution des points de classement Pts : quatre points pour une victoire, deux points pour un match nul, zéro en cas de défaite, un point si au moins 4 essais marqués, un point en cas de défaite par 7 points d'écart ou moins.
Règles de classement : 1. points ; 2. résultats en confrontation directe ; 3. différence de points de match ; 4. différence d'essais ; 5. nombre de points marqués ; 6. nombre d'essais marqués ; 7. tirage au sort.

### 1rejournée
| 7 juin 2025 12 h | Afrique du Sud Bo. | 62 - 7 (29 - 0) | Ouganda                                                                                             | Stade Makis, Antananarivo Arbitre : Bineta Sene |
| 7 juin 2025 12 h | Essai(s) : 10 Groenewald (5e), Namba (10e), Tshauke (17e, 42e), Dolf (en) (24e), Makua (38e), Mokone (47e, 71e), Ngwevu (64e), Bhengu (69e) Transformation(s) : 6 Zulu (5e, 25e, 43e, 48e), Dolf (64e), Namba (70e) Carton(s) jaune(s) : 1 Namba (57e) | Rapport         | Essai(s) : 1 Nabaggala (51e) Transformation(s) : 1 Akello (52e) Carton(s) jaune(s) : 1 Acanit (63e) | Stade Makis, Antananarivo Arbitre : Bineta Sene |
| 7 juin 2025 12 h | | Rapport         | | Stade Makis, Antananarivo Arbitre : Bineta Sene |

| 7 juin 2025 14 h | Kenya Bo. | 28 - 5 (12 - 5) | Madagascar                       | Stade Makis, Antananarivo Arbitre : Ronald Wutimber |
| 7 juin 2025 14 h | Essai(s) : 4 Akinyi Otieno (25e), Wafula (40e+3), Muritu (62e), Nyachio (80e) Transformation(s) : 1 Nyachio (26e) Pénalité(s) : 1 Okulu (48e) Drop(s) : 1 Okulu (51e) | Rapport         | Essai(s) : 1 Hanitriniaina (37e) | Stade Makis, Antananarivo Arbitre : Ronald Wutimber |
| 7 juin 2025 14 h | | Rapport         |                                  | Stade Makis, Antananarivo Arbitre : Ronald Wutimber |

### 2ejournée
| 11 juin 2025 12 h | Afrique du Sud Bo. | 19 - 12 (12 - 0) | Kenya Bd.                                                                | Stade Makis, Antananarivo Arbitre : Julie Randriarimanana |
| 11 juin 2025 12 h | Essai(s) : 3 Ngwevu (4e), Makua (35e), Mjwara (68e) Transformation(s) : 2 Zulu (4e, 68e) Carton(s) jaune(s) : 2 Khuzwayo (15e), Namba (80e+2) | Rapport          | Essai(s) : 2 Oduor (72e), Khaleyi (76e) Transformation(s) : 1 Juma (73e) | Stade Makis, Antananarivo Arbitre : Julie Randriarimanana |
| 11 juin 2025 12 h | | Rapport          |                                                                          | Stade Makis, Antananarivo Arbitre : Julie Randriarimanana |

| 11 juin 2025 14 h | Madagascar Bd. | 20 - 24 (10 - 12) | Ouganda Bo. | Stade Makis, Antananarivo Arbitre : Bineta Sene |
| 11 juin 2025 14 h | Essai(s) : 3 Fanantenana (2e), Rasoanekena (37e), Rasoanandrasana (53e) Transformation(s) : 1 Ravaoharisoa (53e) Pénalité(s) : 1 Ravaoharisoa (49e) Carton(s) jaune(s) : 1 Sahondramalala (74e) | Rapport           | Essai(s) : 4 Namutebi (7e), Nanyonjo (34e), Nakuya (59e), Nabaggala (65e) Transformation(s) : 2 Nandudu (35e, 61e) | Stade Makis, Antananarivo Arbitre : Bineta Sene |
| 11 juin 2025 14 h | | Rapport           | | Stade Makis, Antananarivo Arbitre : Bineta Sene |

### 3ejournée
| 15 juin 2025 12 h | Kenya Bo. | 47 - 0 (20 - 0) | Ouganda | Stade Makis, Antananarivo Arbitre : J. Rakotoniraini |
| 15 juin 2025 12 h | Essai(s) : 9 Emali (18e), Chajira (32e), Livoi (37e), Khaleyi (40e), de pénalité (47e), Amuguni (51e), Wafula (61e, 73e), Nariaka (69e) Transformation(s) : 1 de pénalité (47e) Carton(s) jaune(s) : 2 Mukyala (31e), Nandawula (47e) | Rapport         |         | Stade Makis, Antananarivo Arbitre : J. Rakotoniraini |
| 15 juin 2025 12 h | | Rapport         |         | Stade Makis, Antananarivo Arbitre : J. Rakotoniraini |

| 15 juin 2025 14 h | Afrique du Sud Bo. | 61 - 17 (35 - 0) | Madagascar | Stade Makis, Antananarivo Arbitre : Ronald Wutimber |
| 15 juin 2025 14 h | Essai(s) : 9 Tshauke (2e), Mokone (9e, 26e), Dolf (en) (21e, 38e), Ngwevu (41e, 76e), Tose (47e), Mabenge (52e) Transformation(s) : 8 Zulu (3e, 10e, 22e, 27e, 39e, 41e, 48e), Qawe (77e) Carton(s) jaune(s) : 2 Mdliki (57e), Namba (80e) | Rapport          | Essai(s) : 3 Rasoanekena (53e), Razanakiniana (58e), Razanamahefa (80e) Transformation(s) : 2 Fanantenana (54e), Razafiarisoa (80e+1) | Stade Makis, Antananarivo Arbitre : Ronald Wutimber |
| 15 juin 2025 14 h | | Rapport          | | Stade Makis, Antananarivo Arbitre : Ronald Wutimber |